# Mitama
Il termine giapponese mitama (御魂・御霊・神霊? spirito onorevole) si riferisce allo spirito di un kami o all'anima di una persona morta. È un sostantivo composto da due ideogrammi, il primo dei quali, mi (御? onorabile), è un semplice titolo onorifico. Il secondo, tama (魂・霊?)  che significa "spirito".  La coppia di caratteri 神霊, si legge mitama, ed è usato esclusivamente per riferirsi allo spirito di un kami. Significativamente, il termine mitamashiro (御魂代? rappresentante del mitama) è un sinonimo di shintai, l'oggetto che in un tempio shintoista ospita il kami consacrato. Le prime definizioni giapponesi del mitama, sviluppate in seguito da molti pensatori come Motoori Norinaga, lo fanno consistere in diverse "anime", relativamente indipendenti l'una dall'altra.
La più sviluppata ichirei shikon (一霊四魂?), una teoria shintoista secondo la quale lo spirito (霊魂?, reikon) di entrambi i kami e gli esseri umani consiste di un solo spirito e quattro anime. Le quattro anime sono ara-mitama (荒御霊・荒御魂? anima rude), nigi-mitama (和御霊・和御魂? anima armoniosa), saki-mitama (幸御魂? anima felice) e kushi-mitama (奇御霊・奇御魂? anima meravigliosa). Secondo la teoria, ciascuna delle anime che compongono lo spirito ha un carattere e una funzione propria; esistono tutte allo stesso tempo, completandosi l'un l'altra. Nel Nihon Shoki, il kami Ōnamuchi incontra il kushi-mitama e lo shiki-mitama, ma non li riconosce nemmeno. Le quattro sembrano inoltre avere un'importanza diversa, e diversi pensatori hanno descritto la loro interazione in modo differente.

## Ara-mitamaenigi-mitama

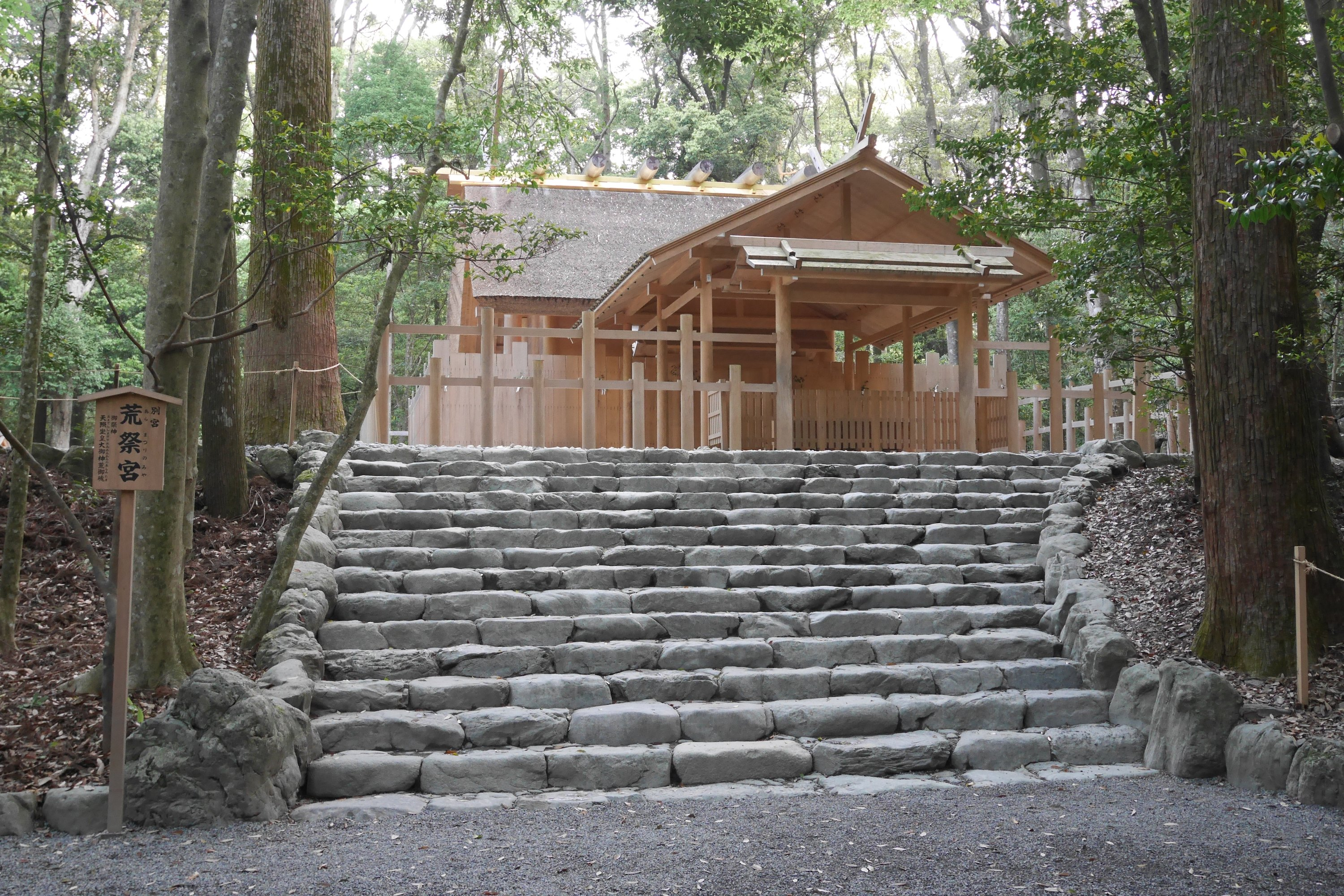
Si dice che l'Aramatsuri-no-miya del Santuario di Ise custodisca lara-mitama di Amaterasu

L'ara-mitama è il lato ruvido e violento di uno spirito. La prima apparizione di un kami è come ara-mitama, che deve essere pacificata con appropriati riti di pacificazione e adorazione, in modo che il nigi-mitama possa apparire. Il nigi-mitama è lo stato normale del kami, mentre l'ara-mitama appare in tempo di guerra o nei disastri naturali. Queste due anime sono generalmente considerate opposte e Motoori Norinaga ritiene che le altre due non siano altro che aspetti del nigi-mitama. Ara-mitama e nigi-mitama sono in ogni caso agenti indipendenti, tanto che a volte possono essere consacrate separatamente in luoghi diversi e in diversi shintai. Ad esempio, il santuario Sumiyoshi a Shimonoseki custodisce l'ara-mitama del Sumiyoshi kami, mentre il Sumiyoshi Taisha a Osaka ne consacra il suo nigi-mitama. Il Santuario di Ise ha un sotto-santuario chiamato Aramatsuri-no-miya che racchiude l'ara-mitama di Amaterasu. Atsuta-jingū ha una sessha chiamata Ichi-no-misaki Jinja per il suo ara-mitama e un massha chiamato Toosu-no-yashiro per il suo nigi-mitama. Non c'è stata alcuna consacrazione separata del mitama di un kami dopo la razionalizzazione e la sistematizzazione dello scintoismo attuato dalla restaurazione Meiji.

## Saki-mitama
Questa è l'anima della benedizione e della prosperità. In una scena del Nihon Shoki, il kami Ōnamuchi è descritto in una conversazione con il suo saki-mitama e kushi-mitama. All'interno dello Shinto esiste anche l'idea che questa sia l'anima che porta buoni raccolti. Motoori Norinaga e altri tuttavia ritengono che questo non sia altro che una funzione del nigi-mitama.

## Kushi-mitama
La "meravigliosa anima" che appare insieme al saki-mitama, l'anima che fornisce, che è il potere dietro il raccolto. Si ritiene che abbia poteri misteriosi, che causino trasformazioni e sia in grado di curare le malattie.

## Mitama Festival
Un festival shintoista ampiamente celebrato in Giappone, in particolare nel Santuario Yasukuni. In genere a metà luglio.